# TOPEX/Poseidon

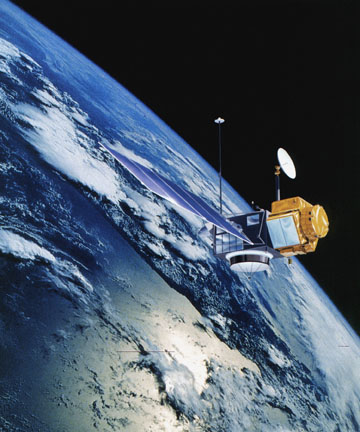
A missão TOPEX/Poseidon efetuou medições precisas da superfície dos oceanos entre 1992 e 2006.

A missão TOPEX/Poseidon, lançada em 10 de Agosto de 1992, foi uma missão conjunta da NASA e do CNES, para mapear a topografia da superfície dos oceanos. Esta foi a primeira sonda espacial voltada especificamente para pesquisas oceanográficas. A missão TOPEX/Poseidon revolucionou a oceanografia atestando as vantagens do uso de satélites para observações oceânicas. O famoso oceanógrafo Walter Munk descreveu essa missão como: "o experimento oceanográfico de maior sucesso em todos os tempos".

Um problema técnico interrompeu a operação normal do satélite em Janeiro de 2006.